# Saint-Raymond
Saint-Raymond, também chamada Saint-Raymond de Portneuf, é uma cidade localizada no Quebec, Canadá. Está a cerca de 63 km (39 milhas) a noroeste de Quebec City.